# Список наград и номинаций Леди Гаги
Леди Гага — американская певица, актриса и автор песен.
Мини-альбом The Fame Monster (2009) включал в себя такие хиты, как «Bad Romance» и «Telephone», клипы на них принесли певице 8 наград MTV Video Music Awards из 13 номинаций в 2010 году. The Fame Monster был два раза номинирован на «Грэмми» и выиграл в номинации «Лучший вокальный поп-альбом», сингл «Bad Romance» выиграл в номинации «Лучшее короткое музыкальное видео».
Born This Way (2011), третий альбом Леди Гаги, дважды номинирован на «Грэмми» 2012, «Yoü and I», сингл из альбома, также номинирован на «Грэмми».
«Die With a Smile» (2024) был дважды номинирован на «Грэмми» 2025 в категориях «Лучшее поп-исполнение дуэтом/группой» и «Песня года» Леди Гага с Бруно Марсом выиграла премию «Gold Derby Music Awards 2024» в номинации «Лучшая Коллаборация» за «Die With a Smile», также будучи номинированной в категориях «Артист Года», «Запись Года», «Песня Года», «Лучшая поп-песня», «Лучшая рок-песня» и «Клип Года»!

## Оскар
| Год  | Категория             | Фильм           | Песня                 | Итог      |
| ---- | --------------------- | --------------- | --------------------- | --------- |
| 2016 | Лучшая песня к фильму | Зона охоты      | Til It Happens to You | Номинация |
| 2019 | Лучшая женская роль   | Звезда родилась |                       | Номинация |
| 2019 | Лучшая песня к фильму | Звезда родилась | Shallow               | Победа    |

## Выбор критиков
| Год  | Категория      | Фильм                | Итог      |
| ---- | -------------- | -------------------- | --------- |
| 2012 | Лучшая песня   | «Гномео и Джульетта» | Номинация |
| 2016 | Лучшая песня   | «Зона охоты»         | Номинация |
| 2019 | Лучшая песня   | «Звезда родилась»    | Победа    |
| 2019 | Лучшая актриса | «Звезда родилась»    | Победа    |
| 2022 | Лучшая актриса | «Дом Гуччи»          | Победа    |

## American Music Awards
American Music Awards — одна из самых главных церемоний музыкальных наград США. Проводится с 1974 года. Данная премия фактически является основным конкурентом премии Grammy, а также и других музыкальных наград. Гага получила одну награду в 9 номинациях.
| Год  | Номинирована за | Награда                            | Итог      |
| ---- | --------------- | ---------------------------------- | --------- |
| 2009 | Lady Gaga       | Артист года                        | Номинация |
| 2009 | Lady Gaga       | Прорыв года                        | Номинация |
| 2009 | Lady Gaga       | Лучший поп/рок женский исполнитель | Номинация |
| 2009 | The Fame        | Лучший поп/рок альбом              | Номинация |
| 2010 | Lady Gaga       | Артист года                        | Номинация |
| 2010 | Lady Gaga       | Лучший поп/рок женский исполнитель | Победа    |
| 2011 | Lady Gaga       | Артист года                        | Номинация |
| 2011 | Lady Gaga       | Лучший поп/рок женский исполнитель | Номинация |
| 2011 | Born This Way   | Лучший поп/рок альбом              | Номинация |

## ARIA Music Awards
Профессиональная премия ARIA Music Awards вручается с 1987 года и имеет негласный статус австралийского аналога «Грэмми». Гага была номинирована 2 раза.
| Год  | Номинирована за | Награда                                  | Итог      |
| ---- | --------------- | ---------------------------------------- | --------- |
| 2010 | Lady Gaga       | Наиболее популярный международный артист | Номинация |
| 2011 | Lady Gaga       | Наиболее популярный международный артист | Номинация |

## ASCAP Awards
The ASCAP Pop Music Awards — ежегодная церемония награждения от Американского общества композиторов, авторов и издателей. Леди Гага получила 6 наград.
| Год  | Номинирована за                        | Награда                   | Итог   |
| ---- | -------------------------------------- | ------------------------- | ------ |
| 2010 | «Just Dance» (featuring Colby O’Donis) | Наиболее популярная песня | Победа |
| 2010 | «Paparazzi»                            | Наиболее популярная песня | Победа |
| 2011 | «Telephone» (featuring Beyoncé)        | Наиболее популярная песня | Победа |
| 2012 | «Born This Way»                        | Наиболее популярная песня | Победа |
| 2012 | «The Edge of Glory»                    | Наиболее популярная песня | Победа |
| 2012 | «Marry the Night»                      | Наиболее популярная песня | Победа |
| 2014 | «Applause»                             | Наиболее популярная песня | Победа |

## ASSOS Awards
Данная награда вручается ежегодно. На ней признаются самые популярные песни, видео и альбомы в Тайване. Леди Гага получила две награды:
| Год  | Номинирована за   | Награда             | Итог   |
| ---- | ----------------- | ------------------- | ------ |
| 2012 | «Marry the Night» | 5 лучших песен года | Победа |
| 2012 | «Born This Way»   | 5 лучших песен года | Победа |

## BAMBI Awards
Бэмби — немецкая телевизионная и журналистская премия. У Гаги имеется 1 награда.
| Год  | Номинирована за | Награда                  | Итог   |
| ---- | --------------- | ------------------------ | ------ |
| 2011 | Lady Gaga       | International Pop Artist | Победа |

## Beauty & Cosmetic Awards
Haus Laboratories объявили в Твиттере, что Леди Гага со своим парфюмом «Fame» получила награду от B&CA в номинации «Лучший 
женский аромат»:
| Год  | Номинирована за | Награда               | Итог   |
| ---- | --------------- | --------------------- | ------ |
| 2013 | Fame            | Лучший женский аромат | Победа |

## BET Awards
| Год  | Номинирована за              | Награда         | Итог      |
| ---- | ---------------------------- | --------------- | --------- |
| 2010 | «Video Phone» (with Beyoncé) | Видео года      | Победа    |
| 2010 | «Video Phone» (with Beyoncé) | Лучший дуэт     | Номинация |
| 2011 | Lady Gaga                    | Лучшая фан-база | Номинация |

## Big Women Of The Year Award
| Год  | Номинирована за | Награда      | Итог   |
| ---- | --------------- | ------------ | ------ |
| 2011 | Lady Gaga       | Женщина года | Победа |

## BT Digital Music Awards
| Год  | Номинирована за | Награда                       | Итог   |
| ---- | --------------- | ----------------------------- | ------ |
| 2010 | Lady Gaga       | Favorite International Artist | Победа |

## Billboard Awards

### Billboard Year-End Chart Awards
| Год  | Номинирована за  | Награда                                     | Итог   |
| ---- | ---------------- | ------------------------------------------- | ------ |
| 2009 | Lady Gaga        | Лучший новый артист                         | Победа |
| 2009 | Lady Gaga        | Лучший цифровой артист                      | Победа |
| 2009 | Lady Gaga        | Лучший поп-исполнитель                      | Победа |
| 2009 | Lady Gaga        | Лучший исполнитель канадской HOT-100        | Победа |
| 2009 | Lady Gaga        | Лучший танцевальный/электронный исполнитель | Победа |
| 2009 | The Fame         | Лучший электронный/танцевальный альбом      | Победа |
| 2009 | The Fame         | Лучший TOP-100 альбом                       | Победа |
| 2009 | «Poker Face»     | Лучшая европейская песня в HOT-100          | Победа |
| 2010 | Lady Gaga        | Top Artist                                  | Победа |
| 2010 | Lady Gaga        | Лучший танцевальный/электронный исполнитель | Победа |
| 2010 | Lady Gaga        | Лучший женский исполнитель                  | Победа |
| 2010 | The Fame Monster | Лучший электронный/танцевальный альбом      | Победа |
| 2010 | The Fame Monster | Лучший европейский альбом                   | Победа |
| 2010 | «Bad Romance»    | Лучшая европейская песня из HOT-100         | Победа |
| 2011 | «Born This Way»  | Лучший электронный/танцевальный альбом      | Победа |
| 2011 | Lady Gaga        | Лучший электронный/танцевальный исполнитель | Победа |

### Billboard Music Awards
Billboard Music Awards — ежегодная церемония вручения музыкальных наград, организуемая и спонсируемая журналом Billboard.
В 2011 году Леди Гага была номинирована 27 раз и получила 5 наград.
| Год  | Номинирована за  | Награда                                | Итог      |
| ---- | ---------------- | -------------------------------------- | --------- |
| 2011 | Lady Gaga        | Лучший исполнитель                     | Номинация |
| 2011 | Lady Gaga        | Лучший гастролирующий исполнитель      | Номинация |
| 2011 | Lady Gaga        | Лучший мировой исполнитель             | Номинация |
| 2011 | Lady Gaga        | Самый прослушиваемый исполнитель       | Номинация |
| 2011 | Lady Gaga        | Лучший цифровой исполнитель            | Номинация |
| 2011 | Lady Gaga        | Лучший женский исполнитель             | Номинация |
| 2011 | Lady Gaga        | Лучший поп-исполнитель                 | Победа    |
| 2011 | Lady Gaga        | Лучший танцевальный исполнитель        | Победа    |
| 2011 | Lady Gaga        | Лучшая фан-база                        | Номинация |
| 2011 | The Fame         | Лучший электронный/танцевальный альбом | Победа    |
| 2011 | The Fame         | Лучший поп-альбом                      | Номинация |
| 2011 | «Bad Romance»    | Лучшая танцевальная композиция         | Номинация |
| 2011 | «Bad Romance»    | Самое просматриваемое видео            | Номинация |
| 2011 | «Telephone»      | Лучшая танцевальная песня              | Номинация |
| 2011 | The Fame Monster | Лучший электронный/танцевальный альбом | Номинация |
| 2011 | The Remix        | Лучший электронный/танцевальный альбом | Номинация |
| 2012 | Lady Gaga        | Лучший исполнитель                     | Номинация |
| 2012 | Lady Gaga        | Лучший исполнитель Билборда            | Номинация |
| 2012 | Lady Gaga        | Лучший женский исполнитель             | Номинация |
| 2012 | Lady Gaga        | Лучший цифровой исполнитель            | Номинация |
| 2012 | Lady Gaga        | Лучший мировой исполнитель             | Номинация |
| 2012 | Lady Gaga        | Лучший поп-исполнитель                 | Номинация |
| 2012 | Lady Gaga        | Лучший танцевальный исполнитель        | Победа    |
| 2012 | Born This Way    | Лучший альбом Билборда                 | Номинация |
| 2012 | Born This Way    | Лучший поп-альбом                      | Номинация |
| 2012 | Born This Way    | Лучший танцевальный альбом             | Победа    |
| 2012 | The Fame         | Лучший танцевальный альбом             | Номинация |
| 2013 | Lady Gaga        | Лучший тур                             | Номинация |
| 2014 | ARTPOP           | Лучший танцевальный/электронный альбом | Номинация |
| 2014 | «Applause»       | Лучшая танцевальная/электронная песня  | Номинация |

### Billboard.com’s Readers Poll
Читатели могут отдать свой голос за своих любимых исполнителей, за любимые песни, альбомы. Гага получила 13 наград в 18 номинациях:
| Год  | Номинирована за                          | Награда                                     | Итог      |
| ---- | ---------------------------------------- | ------------------------------------------- | --------- |
| 2011 | Lady Gaga                                | 2011 MVP                                    | Номинация |
| 2011 | Lady Gaga                                | Наиболее переоценённый артист               | Победа    |
| 2011 | Lady Gaga                                | Лучший модник                               | Победа    |
| 2011 | Born This Way                            | Любимая песня                               | Номинация |
| 2011 | Born This Way                            | Лучшее музыкальное видео                    | Номинация |
| 2012 | Madonna vs. Lady Gaga                    | Самая яркая вражда                          | Победа    |
| 2012 | ARTPOP                                   | Самый ожидаемый альбом 2013 года            | Победа    |
| 2013 | Lady Gaga                                | First-half MVP                              | Победа    |
| 2013 | Lady Gaga                                | Лучший модник                               | Победа    |
| 2013 | ARTPOP                                   | Лучший альбом № 1 в Биллборд                | Победа    |
| 2013 | «Applause»                               | Лучшее музыкальное видео                    | Победа    |
| 2013 | «Do What U Want»                         | Лучшее сотрудничество                       | Победа    |
| 2013 | Lady Gaga в шоу «Saturday Night Live»    | Лучшее телевизионное выступление            | Победа    |
| 2013 | Lady Gaga                                | Наиболее переоценённый артист               | Номинация |
| 2013 | Lady Gaga в видеофильме Марины Абрамович | Самый шокирующий момент                     | Номинация |
| 2013 | Отмена тура                              | Самое неутешительное происшествие 2013 года | Победа    |
| 2013 | Lady Gaga vs. Perez Hillton              | Самая яркая вражда                          | Победа    |
| 2013 | Следующий тур Леди Гага                  | Самое ожидаемое событие 2014 года           | Победа    |

### Billboard Japan Music Awards
Ежегодная премия Японии. По результатам голосования за лучший альбом, песню, выбирается победитель. Гага получила 2 награды:
| Год  | Номинирована за | Награда                                                                              | Итог   |
| ---- | --------------- | ------------------------------------------------------------------------------------ | ------ |
| 2012 | Born This Way   | Альбом года по версии Billboard Japan                                                | Победа |
| 2012 | Born This Way   | Наибольшее количество цифровых продаж и ротаций за рубежом по версии Billboard Japan | Победа |

### Latin Billboard Music Awards[15][16][17]
| Год  | Номинирована за | Награда                                                             | Итог      |
| ---- | --------------- | ------------------------------------------------------------------- | --------- |
| 2010 | Lady Gaga       | Лучший международный исполнитель года                               | Номинация |
| 2010 | Lady Gaga       | Лучший международный соло-исполнитель года                          | Победа    |
| 2011 | Lady Gaga       | Лучший международный исполнитель года                               | Номинация |
| 2011 | Lady Gaga       | По версии Горячих Латинских Песен — Лучший женский исполнитель года | Номинация |

### Billboard Touring Awards[18][19]
| Год  | Номинирована за                          | Награда                       | Итог   |
| ---- | ---------------------------------------- | ----------------------------- | ------ |
| 2010 | Lady Gaga Presents The Monster Ball Tour | Прорыв года                   | Победа |
| 2010 | Lady Gaga Presents The Monster Ball Tour | Самый успешный концертный тур | Победа |
| 2012 | The Born This Way Ball Tour              | Концертный тур года           | Победа |

## BMI Awards
Гага получила 10 наград премии BMI Award.
| Год  | Номинирована за                        | Награда                     | Итог   |
| ---- | -------------------------------------- | --------------------------- | ------ |
| 2010 | «Just Dance» (featuring Colby O’Donis) | Award-Winning Songs         | Победа |
| 2010 | «Poker Face»                           | Award-Winning Songs         | Победа |
| 2010 | «LoveGame»                             | Award-Winning Songs         | Победа |
| 2011 | «Paparazzi»                            | Award-Winning Songs         | Победа |
| 2011 | «Bad Romance»                          | Award-Winning Songs         | Победа |
| 2011 | «Telephone» (featuring Beyoncé)        | Award-Winning Songs         | Победа |
| 2011 | «Alejandro»                            | Award-Winning Songs         | Победа |
| 2011 | Lady Gaga                              | BMI Songwriters of the Year | Победа |
| 2012 | «Born This Way»                        | Award-Winning Songs         | Победа |
| 2012 | «The Edge Of Glory»                    | Award-Winning Songs         | Победа |
| 2012 | «Judas»                                | Award-Winning Songs         | Победа |
| 2012 | «You And I»                            | Award-Winning Songs         | Победа |

## The Brit Awards
Brit Awards (The Brits) — ежегодная церемония вручения музыкальных наград Великобритании в области поп-музыки, основана Британской ассоциацией производителей фонограмм.
| Год  | Номинирована за             | Награда                               | Итог      |
| ---- | --------------------------- | ------------------------------------- | --------- |
| 2010 |                             | Лучший международный соло-исполнитель | Победа    |
| 2010 | Лучший международный прорыв | Победа                                |           |
| 2010 | The Fame                    | Лучший международный альбом           | Победа    |
| 2012 |                             | Лучший международный исполнитель      | Номинация |
| 2014 |                             | Лучший международный исполнитель      | Номинация |

## CFDA Fashion Awards
| Год  | Номинирована за | Награда            | Итог   |
| ---- | --------------- | ------------------ | ------ |
| 2011 | Lady Gaga       | Fashion Icon Award | Победа |

## Channel [V] Thailand Music Video Awards
Леди Гага получила 2 награды в 3 номинациях от канала Channel V Thailand.
| Год  | Номинирована за | Награда                   | Итог      |
| ---- | --------------- | ------------------------- | --------- |
| 2009 | Lady Gaga       | International Artist      | Победа    |
| 2009 | Lady Gaga       | International New Artist  | Номинация |
| 2009 | «Poker Face»    | International Music Video | Победа    |

## Broadcast Film Critics Association Awards
| Год  | Номинирована за                 | Награда            | Итог      |
| ---- | ------------------------------- | ------------------ | --------- |
| 2012 | «Hello Hello» (with Elton John) | Best Original Song | Номинация |

## Echo Awards
ECHO Awards — немецкая музыкальная премия, ежегодно проводимая Deutsche Phono-Akademie (ассоциация звукозаписывающих компаний). Each year’s winner is determined by the previous year’s sales. Гага была номинирована 4 раза и получила 3 награды.
| Год  | Номинирована за | Награда                                  | Итог      |
| ---- | --------------- | ---------------------------------------- | --------- |
| 2010 | Lady Gaga       | International Female Artist              | Победа    |
| 2010 | Lady Gaga       | International Newcomer                   | Победа    |
| 2010 | The Fame        | International/National Album of the Year | Номинация |
| 2010 | «Poker Face»    | International/National Song of the Year  | Победа    |

## Emmy Awards
«Премия Эмми», или просто «Эмми» (англ. Emmy Award) — американская телевизионная премия. «Эмми» считается телевизионным эквивалентом «Оскара» (для кино), премии «Грэмми» (для музыки) и премии «Тони» (для театра). Гага была номинирована 5 раз и получила 1 награду.
| Год  | Номинирована за                                                      | Награда                                                            | Итог      |
| ---- | -------------------------------------------------------------------- | ------------------------------------------------------------------ | --------- |
| 2011 | «Lady Gaga Presents the Monster Ball Tour: At Madison Square Garden» | Outstanding Picture Editing for a Special (Single or Multi-Camera) | Победа    |
| 2011 | «Lady Gaga Presents the Monster Ball Tour: At Madison Square Garden» | Outstanding Variety, Music Or Comedy Special                       | Номинация |

## ESKA Music Awards
Гага получила получила две награды польской премии ESKA Music Awards.
| Год  | Номинирована за | Награда                   | Итог   |
| ---- | --------------- | ------------------------- | ------ |
| 2009 | Lady Gaga       | Best New Artist           | Победа |
| 2011 | Lady Gaga       | Best International Artist | Победа |

## GLAAD Media Awards
GLAAD Media Awards — награды, ежегодно (с 1990) вручаемые американским Альянсом геев и лесбиянок против диффамации (Gay and Lesbian Alliance Against Defamation) людям, оказавшим наиболее заметное влияние на развитие гей-культуры, средствам массовой информации, объективно освещающим проблемы сексуальных меньшинств, а также фильмам, сериалам и программам, способствующим укреплению положительного имиджа ЛГБТ.
| Год  | Номинирована за | Награда                  | Итог   |
| ---- | --------------- | ------------------------ | ------ |
| 2010 | Lady Gaga       | Outstanding Music Artist | Победа |

## Grammy Awards
«Грэмми» (англ. Grammy) — музыкальная премия Американской академии звукозаписи, была учреждена Ассоциацией звукозаписывающих компаний США 14 марта 1958 года. Является одной из самых престижных наград в современной музыкальной индустрии, которую можно сравнить с премией «Оскар» в кинематографе.
| Год  | Номинирована за                             | Награда                                    | Итог      |
| ---- | ------------------------------------------- | ------------------------------------------ | --------- |
| 2009 | «Just Dance» (featuring Colby O’Donis)      | Лучшая танцевальная запись                 | Номинация |
| 2010 | The Fame                                    | Альбом года                                | Номинация |
| 2010 | The Fame                                    | Лучший электронный/танцевальный альбом     | Победа    |
| 2010 | «Poker Face»                                | Песня года                                 | Номинация |
| 2010 | «Poker Face»                                | Запись года                                | Номинация |
| 2010 | «Poker Face»                                | Лучшая танцевальная запись                 | Победа    |
| 2011 | The Fame Monster                            | Альбом года                                | Номинация |
| 2011 | The Fame Monster                            | Лучший вокальный поп-альбом                | Победа    |
| 2011 | «Bad Romance»                               | Лучшее женское вокальное поп-исполнение    | Победа    |
| 2011 | «Bad Romance»                               | Лучшее короткое музыкальное видео          | Победа    |
| 2011 | «Telephone» (featuring Beyoncé)             | Лучшее совместное вокальное поп исполнение | Номинация |
| 2011 | «Dance in the Dark»                         | Лучшая танцевальная запись                 | Номинация |
| 2012 | Born This Way                               | Альбом года                                | Номинация |
| 2012 | Born This Way                               | Лучший вокальный поп-альбом                | Номинация |
| 2012 | «Yoü and I»                                 | Лучшее сольное поп-исполнение              | Номинация |
| 2015 | Cheek to Cheek                              | Лучший традиционный альбом                 | Победа    |
| 2018 | Joanne                                      | Лучший вокальный поп-альбом                | Номинация |
| 2018 | «Million Reasons»                           | Лучшее сольное поп-исполнение              | Номинация |
| 2019 | «Joanne (Where Do You Think You’re Goin’?)» | Лучшее сольное поп-исполнение              | Победа    |
| 2019 | «Shallow»                                   | Песня года                                 | Номинация |
| 2019 | «Shallow»                                   | Запись года                                | Номинация |
| 2019 | «Shallow»                                   | Лучшее выступление поп-дуэта или группы    | Победа    |
| 2019 | «Shallow»                                   | Лучшая песня для визуальных СМИ            | Победа    |

## Золотой Глобус
| Год  | Номинирована за                      | Награда                                          | Итог      |
| ---- | ------------------------------------ | ------------------------------------------------ | --------- |
| 2012 | «Гномео и Джульетта»                 | Лучшая оригинальная песня                        | Номинация |
| 2016 | «Американская история ужасов: Отель» | Лучшая женская роль — мини-сериал или теле-фильм | Победа    |
| 2019 | «Звезда родилась»                    | Лучшая оригинальная песня                        | Победа    |
| 2019 | «Звезда родилась»                    | Лучшая женская роль — драма                      | Номинация |
| 2022 | «Дом Гуччи»                          | Лучшая женская роль — драма                      | Номинация |

## International Dance Music Awards
Леди Гага получила 4 награды в 10 номинациях.
| Год  | Номинирована за                        | Награда                      | Итог      |
| ---- | -------------------------------------- | ---------------------------- | --------- |
| 2009 | Lady Gaga                              | Лучший сольный исполнитель   | Победа    |
| 2009 | «Just Dance» (featuring Colby O’Donis) | Лучший поп-танцевальный трек | Победа    |
| 2009 | «Just Dance» (featuring Colby O’Donis) | Лучшее музыкальное видео     | Номинация |
| 2010 | Lady Gaga                              | Лучший сольный исполнитель   | Номинация |
| 2010 | The Fame Monster                       | Лучший альбом                | Номинация |
| 2010 | «Bad Romance»                          | Лучшее музыкальное видео     | Победа    |
| 2010 | «Bad Romance»                          | Лучший поп-танцевальный трек | Номинация |
| 2011 | Lady Gaga                              | Лучший сольный исполнитель   | Номинация |
| 2011 | «Telephone»                            | Лучшее музыкальное видео     | Номинация |
| 2011 | «Alejandro»                            | Лучший поп-танцевальный трек | Победа    |
| 2014 | Lady Gaga                              | Лучший сольный исполнитель   | Номинация |
| 2014 | «Applause»                             | Лучшее музыкальное видео     | Номинация |

## Japan Gold Disc Awards
Гага получила 3 награды от Recording Industry Association of Japan.
| Год  | Номинирована за                                | Награда                                | Итог   |
| ---- | ---------------------------------------------- | -------------------------------------- | ------ |
| 2010 | Lady Gaga                                      | Лучший новый международный исполнитель | Победа |
| 2010 | Lady Gaga                                      | Лучший новый исполнитель               | Победа |
| 2011 | Lady Gaga                                      | Международный исполнитель года         | Победа |
| 2012 | Lady Gaga                                      | Международный исполнитель года         | Победа |
| 2012 | Born This Way                                  | Альбом года                            | Победа |
| 2012 | Born This Way                                  | Альбом года по версии Западной Европы  | Победа |
| 2012 | «Born This Way»                                | Песня года                             | Победа |
| 2013 | The Monster Ball Tour at Madison Square Garden | Лучшее музыкальное видео               | Победа |
| 2014 | ARTPOP                                         | Лучший международный альбом            | Победа |

## Los Premios Telehit
| Год  | Номинирована за | Награда            | Итог   |
| ---- | --------------- | ------------------ | ------ |
| 2010 | «Poker Face»    | Song Of The Year   | Победа |
| 2011 | «Born This Way» | Video Of The Year  | Победа |
| 2011 | «Lady Gaga»     | Artist Of The Year | Победа |

## Los Premios 40 Principales
| Год  | Номинирована за | Награда                 | Итог   |
| ---- | --------------- | ----------------------- | ------ |
| 2010 | Lady Gaga       | Best International Act  | Победа |
| 2010 | «Bad Romance»   | Best International Song | Победа |

## Meteor Music Awards
Meteor Music Awards — национальная музыкальная премия Ирландии, проводимая с 2001 года и спонсируемая MCD Productions. Гага получила 1 награду в 2 номинациях.
| Год  | Номинирована за  | Награда                   | Итог      |
| ---- | ---------------- | ------------------------- | --------- |
| 2010 | Lady Gaga        | Best International Female | Победа    |
| 2010 | The Fame Monster | Best International Album  | Номинация |

## MOBO Awards
| Год  | Номинирована за | Награда                | Итог      |
| ---- | --------------- | ---------------------- | --------- |
| 2009 | Lady Gaga       | Best International Act | Номинация |

## MP3 Music Awards
| Год  | Номинирована за | Награда                                 | Итог   |
| ---- | --------------- | --------------------------------------- | ------ |
| 2009 | «Lovegame»      | The MIC Award Music / Industry / Choice | Победа |
| 2010 | «Telephone»     | The MIC Award Music / Industry / Choice | Победа |

## MTV Awards

### Los Premios MTV Latinoamérica
Los Premios MTV Latinoamérica — латиноамериканская версия MTV Video Music Award. Гага была номинирована 4 раза и получила 2 награды.
| Год  | Номинирована за | Награда                       | Итог      |
| ---- | --------------- | ----------------------------- | --------- |
| 2009 | Lady Gaga       | Best Pop Artist International | Номинация |
| 2009 | Lady Gaga       | Best New Artist International | Победа    |
| 2009 | «Poker Face»    | Song of the Year              | Победа    |
| 2009 | «Poker Face»    | Best Ringtone                 | Номинация |

### MTV Australia Awards
MTV Australia Awards — ежегодная австралийская церемония награждения от MTV. Гага была номинирована дважды.
| Год  | Номинирована за | Награда             | Итог      |
| ---- | --------------- | ------------------- | --------- |
| 2009 | Lady Gaga       | Breakthrough Artist | Номинация |
| 2009 | «Poker Face»    | Best Video          | Номинация |

### TMF Awards (Belgium)
| Год  | Номинирована за | Награда            | Итог   |
| ---- | --------------- | ------------------ | ------ |
| 2009 | «Lady Gaga»     | Best New Artist    | Победа |
| 2009 | «Lady Gaga»     | Best Female Artist | Победа |
| 2009 | «Lady Gaga»     | Best Pop Artist    | Победа |

### MTV Video Music Brazil
MTV Video Music Brasil — ежегодная бразильская церемония вручения наград от MTV. Гага получила 1 награду в 3 номинациях.
| Год  | Номинирована за | Награда                          | Итог      |
| ---- | --------------- | -------------------------------- | --------- |
| 2009 | Lady Gaga       | International Artist of the Year | Номинация |
| 2010 | Lady Gaga       | International Artist of the Year | Номинация |
| 2011 | Lady Gaga       | International Artist of the Year | Победа    |

### MTV Europe Music Awards
MTV Europe Music Awards (рус. Европейские музыкальные награды MTV) — ежегодная церемония вручения музыкальных наград, основанная телеканалом MTV Европа в 1994 году. Гага получила 8 наград в 17 номинациях.
| Год  | Номинирована за                 | Награда                           | Итог      |
| ---- | ------------------------------- | --------------------------------- | --------- |
| 2009 | Lady Gaga                       | Best New Act                      | Победа    |
| 2009 | Lady Gaga                       | Best Female                       | Номинация |
| 2009 | Lady Gaga                       | Best World Stage Performance      | Номинация |
| 2009 | Lady Gaga                       | Best Live Act                     | Номинация |
| 2009 | «Poker Face»                    | Best Song                         | Номинация |
| 2010 | Lady Gaga                       | Best Female                       | Победа    |
| 2010 | Lady Gaga                       | Best Live Act                     | Номинация |
| 2010 | Lady Gaga                       | Best Pop                          | Победа    |
| 2010 | «Bad Romance»                   | Best Song                         | Победа    |
| 2010 | «Telephone» (featuring Beyoncé) | Best Video                        | Номинация |
| 2011 | Lady Gaga                       | Best Female                       | Победа    |
| 2011 | Lady Gaga                       | Best Live Act                     | Номинация |
| 2011 | Lady Gaga                       | Best North America Act            | Номинация |
| 2011 | Lady Gaga                       | Best Pop                          | Номинация |
| 2011 | Lady Gaga                       | Biggest Fans                      | Победа    |
| 2011 | «Born This Way»                 | Best Song                         | Победа    |
| 2011 | «Born This Way»                 | Best Video                        | Победа    |
| 2012 | Lady Gaga                       | Лучший исполнитель, поющий вживую | Номинация |
| 2012 | «Marry The Night»               | Лучшее видео                      | Номинация |
| 2012 | Lady Gaga                       | Лучшая фан-база                   | Номинация |
| 2013 | Lady Gaga                       | Лучшая исполнительница            | Номинация |
| 2013 | Lady Gaga                       | Самый просматриваемый исполнитель | Номинация |
| 2013 | Lady Gaga                       | Лучшая фан-база                   | Номинация |
| 2013 | «Applause»                      | Лучшее видео                      | Номинация |
| 2015 | Lady Gaga & Tony Bennett        | Лучшее живое выступление          | Номинация |
| 2016 | Lady Gaga                       | Лучшая исполнительница            | Победа    |
| 2016 | Lady Gaga                       | Лучший образ                      | Победа    |
| 2016 | Lady Gaga                       | Лучшая фан-база                   | Номинация |

### MTV Japan Music Awards
MTV Video Music Awards Japan — ежегодная музыкальная премия, проводимая MTV Japan с 2002 года. Гага получила 4 награды в 8 номинациях.
| Год  | Номинирована за | Награда             | Итог      |
| ---- | --------------- | ------------------- | --------- |
| 2010 | «Poker Face»    | Video of the Year   | Номинация |
| 2010 | «Poker Face»    | Best Female Video   | Номинация |
| 2010 | «Poker Face»    | Best Dance Video    | Победа    |
| 2010 | «Poker Face»    | Best Karaokee! Song | Номинация |
| 2010 | «Video Phone»   | Best Collaboration  | Номинация |
| 2011 | «Born This Way» | Video of the Year   | Победа    |
| 2011 | «Born This Way» | Best Female Video   | Победа    |
| 2011 | «Born This Way» | Best Dance Video    | Победа    |

### MTV O Music Awards
Леди Гага получила 2 награды в 4 номинациях.
| Год  | Номинирована за | Награда                       | Итог      |
| ---- | --------------- | ----------------------------- | --------- |
| 2011 | Lady Gaga       | Innovative Artist             | Победа    |
| 2011 | Lady Gaga       | Must Follow Artist on Twitter | Победа    |
| 2011 | Lady Gaga       | Favorite Animated GIF         | Номинация |
| 2011 | Lady Gaga       | Fan Army FTW                  | Номинация |
| 2011 | Lady Gaga       | Fan Army FTW                  | Номинация |
| 2011 | Lady Gaga       | Must Follow Artist on Twitter | Номинация |

### MTV Platinum Play Music Video Awards
| Год  | Номинирована за | Награда             | Итог   |
| ---- | --------------- | ------------------- | ------ |
| 2010 | «Bad Romance»   | Most Platinum Plays | Победа |
| 2010 | «Telephone»     | Most Platinum Plays | Победа |
| 2010 | «Alejandro»     | Most Platinum Plays | Победа |

### MTV Video Music Awards
MTV Video Music Awards — ежегодная церемония награждения за создание видеоклипов, основанная телеканалом MTV в 1984 году.
| Год  | Номинирована за                 | Награда                   | Итог      |
| ---- | ------------------------------- | ------------------------- | --------- |
| 2009 | «Poker Face»                    | Video of the Year         | Номинация |
| 2009 | «Poker Face»                    | Best Female Video         | Номинация |
| 2009 | «Poker Face»                    | Best Pop Video            | Номинация |
| 2009 | «Poker Face»                    | Best New Artist           | Победа    |
| 2009 | «Paparazzi»                     | Best Direction            | Номинация |
| 2009 | «Paparazzi»                     | Best Editing              | Номинация |
| 2009 | «Paparazzi»                     | Best Special Effecs       | Победа    |
| 2009 | «Paparazzi»                     | Best Cinematography       | Номинация |
| 2009 | «Paparazzi»                     | Best Art Direction        | Победа    |
| 2010 | «Bad Romance»                   | Video of the Year         | Победа    |
| 2010 | «Bad Romance»                   | Best Female Video         | Победа    |
| 2010 | «Bad Romance»                   | Best Pop Video            | Победа    |
| 2010 | «Bad Romance»                   | Best Dance Video          | Победа    |
| 2010 | «Bad Romance»                   | Best Art Direction        | Номинация |
| 2010 | «Bad Romance»                   | Best Choreography         | Победа    |
| 2010 | «Bad Romance»                   | Best Cinematography       | Номинация |
| 2010 | «Bad Romance»                   | Best Direction            | Победа    |
| 2010 | «Bad Romance»                   | Best Editing              | Победа    |
| 2010 | «Bad Romance»                   | Best Special Effects      | Номинация |
| 2010 | «Telephone» (featuring Beyoncé) | Video of the Year         | Номинация |
| 2010 | «Telephone» (featuring Beyoncé) | Best Collaboration        | Победа    |
| 2010 | «Telephone» (featuring Beyoncé) | Best Choreography         | Номинация |
| 2010 | «Video Phone» (with Beyoncé)    | Best Female Video         | Номинация |
| 2010 | «Video Phone» (with Beyoncé)    | Best Pop Video            | Номинация |
| 2010 | «Video Phone» (with Beyoncé)    | Best Collaboration        | Номинация |
| 2010 | «Video Phone» (with Beyoncé)    | Best Art Direction        | Номинация |
| 2010 | «Video Phone» (with Beyoncé)    | Best Choreography         | Номинация |
| 2011 | «Born This Way»                 | Best Female Video         | Победа    |
| 2011 | «Born This Way»                 | Best Video With a Message | Победа    |
| 2011 | «Judas»                         | Best Choreography         | Номинация |
| 2011 | «Judas»                         | Best Art Direction        | Номинация |

## MuchMusic Video Awards
MuchMusic Video Awards — ежегодная церемония награждения, проводимая канадским музыкальным каналом MuchMusic. Леди Гага получила 3 награды в 7 номинациях.
| Год  | Номинирована за                 | Награда                                            | Итог      |
| ---- | ------------------------------- | -------------------------------------------------- | --------- |
| 2009 | «Poker Face»                    | Best International Artist Video                    | Победа    |
| 2009 | «Poker Face»                    | People’s Choice: Favourite International Video     | Номинация |
| 2010 | «Telephone» (featuring Beyoncé) | Best International Artist Video                    | Номинация |
| 2010 | «Telephone» (featuring Beyoncé) | People’s Choice: Favourite International Video     | Номинация |
| 2011 | «Judas»                         | Best International Artist Video                    | Победа    |
| 2011 | «Born This Way»                 | People’s Choice: Favourite International Video     | Победа    |
| 2011 | «Alejandro»                     | MuchMusic.com Most Watched Music Video of the Year | Номинация |

## MYX Music Awards
| Год  | Номинирована за | Награда                      | Итог      |
| ---- | --------------- | ---------------------------- | --------- |
| 2011 | «Telephone»     | Favorite International Video | Номинация |

## NewNowNext Awards
| Год  | Номинирована за | Награда                        | Итог   |
| ---- | --------------- | ------------------------------ | ------ |
| 2011 | Lady Gaga       | Always Now, Forever Next Award | Победа |

## Nickelodeon Kids' Choice Awards
Kids’ Choice Awards — ежегодная кинопремия, вручаемая кабельным телевизионным каналом Nickelodeon. Леди Гага была номинирована дважды.
| Год  | Номинирована за | Награда                | Итог      |
| ---- | --------------- | ---------------------- | --------- |
| 2010 | Lady Gaga       | Favorite Female Singer | Номинация |
| 2010 | «Paparazzi»     | Favorite Song          | Номинация |

### Nickelodeon Australian Kids' Choice Awards[66][67]
| Год  | Номинирована за | Награда                | Итог      |
| ---- | --------------- | ---------------------- | --------- |
| 2010 | «Telephone»     | Favorite Song          | Номинация |
| 2011 | Lady Gaga       | Favorite Female Singer | Номинация |

## NME Awards
NME Awards — ежегодная музыкальная премия, вручаемая журналом NME (New Musical Express). Гага получила 3 награды в 10 номинациях.
| Год  | Номинирована за | Награда                   | Итог      |
| ---- | --------------- | ------------------------- | --------- |
| 2010 | Lady Gaga       | Best Dressed              | Победа    |
| 2010 | Lady Gaga       | Solo Artist               | Номинация |
| 2010 | Lady Gaga       | Worst Dressed             | Победа    |
| 2010 | Lady Gaga       | Villain of the Year       | Номинация |
| 2010 | The Fame        | Worst Album               | Номинация |
| 2010 | «Poker Face»    | Best Dancefloor Filler    | Номинация |
| 2011 | Lady Gaga       | Most Stylish              | Номинация |
| 2011 | Lady Gaga       | Least Stylish             | Номинация |
| 2011 | Lady Gaga       | Hero of the Year          | Победа    |
| 2011 | Lady Gaga       | Hottest Woman             | Номинация |
| 2012 | Lady Gaga       | Villain of the year       | Номинация |
| 2012 | Lady Gaga       | Best Band Blog or Twitter | Победа    |
| 2012 | Born This Way   | Worst Album               | Номинация |

## NRJ Music Awards
NRJ Music Awards — премия, присуждаемая радио NRJ. Гага получила 2 награды в 9 номинациях.
| Год  | Номинирована за                 | Награда                                              | Итог      |
| ---- | ------------------------------- | ---------------------------------------------------- | --------- |
| 2010 | Lady Gaga                       | International Breakthrough of the Year               | Победа    |
| 2010 | The Fame                        | International Album of the Year                      | Номинация |
| 2010 | «Poker Face»                    | International Song of the Year                       | Номинация |
| 2011 | Lady Gaga                       | International Female Artist of the Year              | Номинация |
| 2011 | Lady Gaga                       | Live Act of the Year                                 | Номинация |
| 2011 | «Bad Romance»                   | International Song of the Year                       | Номинация |
| 2011 | «Telephone» (featuring Beyoncé) | International Band/Collaboration/Company of the Year | Номинация |
| 2011 | «Telephone» (featuring Beyoncé) | Music Video of the Year                              | Победа    |
| 2012 | «Born This Way»                 | Music Video of the Year                              | Ожидается |

## People’s Choice Awards
Премия «Выбор народа» (англ. People’s Choice Awards) — популярная американская премия, которая присуждается деятелям поп-культуры по итогам зрительского голосования. Леди Гага получила 2 награды в 6 номинаций.
| Год  | Номинирована за                 | Награда                  | Итог      |
| ---- | ------------------------------- | ------------------------ | --------- |
| 2010 | Lady Gaga                       | Favorite Breakout Artist | Победа    |
| 2010 | Lady Gaga                       | Favorite Pop Artist      | Победа    |
| 2011 | Lady Gaga                       | Favorite Female Artist   | Номинация |
| 2011 | Lady Gaga                       | Favorite Pop Artist      | Номинация |
| 2011 | «Telephone» (featuring Beyoncé) | Favorite Music Video     | Номинация |
| 2011 | «Telephone» (featuring Beyoncé) | Favorite Song            | Номинация |
| 2012 | Lady Gaga                       | Favorite Female Artist   | Номинация |
| 2012 | Lady Gaga                       | Favorite Pop Artist      | Номинация |
| 2012 | «The Edge of Glory»             | Favorite Song            | Номинация |
| 2012 | «Judas»                         | Favorite Music Video     | Номинация |
| 2012 | Born This Way                   | Favorite Album           | Победа    |

## Pop Crush Awards
| Год  | Номинирована за     | Награда                                                        | Итог   |
| ---- | ------------------- | -------------------------------------------------------------- | ------ |
| 2011 | «Lady Gaga»         | Artist Of The Year                                             | Победа |
| 2011 | «Lady Gaga»         | Best Live Performer                                            | Победа |
| 2011 | «Lady Gaga»         | Biggest Headliner (Opening For The 2011 MTV VMA As Her Ego Jo) | Победа |
| 2011 | «Lady Gaga»         | Best Magazine Cover (V Magazine)                               | Победа |
| 2011 | «Lady Gaga»         | Best Humanitarian (Gay Rights & To End Bullying)               | Победа |
| 2011 | «The Edge Of Glory» | Song Of The Year                                               | Победа |
| 2011 | «Born This Way»     | Video Of The Year                                              | Победа |
| 2011 | Born This Way       | Album Of The Year                                              | Победа |

## Premios Oye
Premios Oye! — премия, ежегодно вручаемая Academia Nacional de la Música en México. Гага получила 4 награды в 6 номинациях.
| Год  | Номинирована за  | Награда            | Итог      |
| ---- | ---------------- | ------------------ | --------- |
| 2009 | Lady Gaga        | Best New Artist    | Победа    |
| 2009 | The Fame         | Album of the Year  | Победа    |
| 2009 | «Poker Face»     | Record of the Year | Победа    |
| 2010 | The Fame Monster | Album of the Year  | Победа    |
| 2010 | «Bad Romance»    | Record of the Year | Номинация |
| 2010 | «Alejandro»      | Record of the Year | Номинация |
| 2012 | Born This Way    | Album of the Year  | Ожидается |

## Q Awards
Q Awards — ежегодная премия, вручаемая в различных категориях британским музыкальным журналом Q с 1990 года. Леди Гага получила 1 награду в 5 номинациях.
| Год  | Номинирована за                        | Награда             | Итог      |
| ---- | -------------------------------------- | ------------------- | --------- |
| 2009 | Lady Gaga                              | Breakthrough Artist | Номинация |
| 2009 | «Just Dance» (featuring Colby O’Donis) | Best Video          | Победа    |
| 2010 | Lady Gaga                              | Best Female         | Номинация |
| 2010 | Lady Gaga                              | Best Live Act       | Номинация |
| 2011 | «Judas»                                | Best Video          | Номинация |

## Gracie Awards
Gracie Awards — ежегодная премия, вручаемая женщинам за вклад в развитие масс-медиа.
| Год  | Номинирована за               | Награда      | Итог   |
| ---- | ----------------------------- | ------------ | ------ |
| 2012 | Lady Gaga: Inside the Outside | Gracie Award | Победа |

## Stonewall Awards
| Год  | Номинирована за | Награда          | Итог      |
| ---- | --------------- | ---------------- | --------- |
| 2011 | Lady Gaga       | Hero of the Year | Номинация |

## Swiss Music Awards
| Год  | Номинирована за | Награда              | Итог   |
| ---- | --------------- | -------------------- | ------ |
| 2009 | Lady Gaga       | International Artist | Победа |
| 2009 | «Poker Face»    | International Song   | Победа |

## Teen Choice Awards
Teen Choice Awards — молодёжная награда, ежегодно присуждаемая компанией Fox. Гага получила 3 награды в 13 номинациях.
| Год  | Номинирована за                        | Награда                                 | Итог      |
| ---- | -------------------------------------- | --------------------------------------- | --------- |
| 2009 | Lady Gaga                              | Choice Music: Female Artist             | Номинация |
| 2009 | Lady Gaga                              | Choice Music: Breakout Artist           | Номинация |
| 2009 | Lady Gaga                              | Choice Celebrity Dancer                 | Номинация |
| 2009 | The Fame                               | Album (Female Artist)                   | Номинация |
| 2009 | «Just Dance» (featuring Colby O’Donis) | Choice Music: Hook Up                   | Победа    |
| 2009 | «Poker Face»                           | Choice Music: Single                    | Номинация |
| 2010 | Lady Gaga                              | Choice Music: Female Artist             | Победа    |
| 2010 | Lady Gaga                              | Choice Red Carpet Fashion Icon — Female | Номинация |
| 2010 | Lady Gaga                              | Choice Summer Music Star — Female       | Победа    |
| 2010 | The Fame Monster                       | Choice Music: Album — Pop               | Номинация |
| 2010 | «Bad Romance»                          | Choice Music: Single                    | Номинация |
| 2010 | «Telephone» (featuring Beyoncé)        | Choice Music: Hook Up                   | Номинация |
| 2010 | «Alejandro»                            | Choice Summer: Song                     | Номинация |
| 2011 | Lady Gaga                              | Choice Music: Female Artist             | Номинация |
| 2011 | Lady Gaga                              | Choice Red Carpet Fashion Icon — Female | Номинация |
| 2011 | «Born This Way»                        | Choice Music: Single                    | Номинация |

## The Record of the Year[91][91]
| Год  | Номинирована за | Награда                | Итог      |
| ---- | --------------- | ---------------------- | --------- |
| 2009 | «Poker Face»    | The Record of the Year | Победа    |
| 2010 | «Telephone»     | The Record of the Year | Номинация |
| 2011 | «Born This Way» | The Record of the Year | Победа    |

## TRL Awards
The Italian TRL Awards проводится с 2006 года каналом MTV Italy. Леди Гага была номинирована дважды.
| Год  | Номинирована за | Награда                 | Итог      |
| ---- | --------------- | ----------------------- | --------- |
| 2010 | Lady Gaga       | My First Lady Award     | Номинация |
| 2010 | Lady Gaga       | TRL Award for Best Look | Номинация |
| 2011 | Lady Gaga       | Wonder Woman Award      | Победа    |
| 2011 | Lady Gaga       | Best Look               | Номинация |
| 2011 | Lady Gaga       | Too Much Award          | Номинация |

## UK Music Video Awards[94][95]
| Год  | Номинирована за | Награда                  | Итог      |
| ---- | --------------- | ------------------------ | --------- |
| 2009 | «Paparazzi»     | Best International Video | Победа    |
| 2010 | «Bad Romance»   | Best International Video | Победа    |
| 2010 | «Telephone»     | Best International Video | Номинация |

## Urban Music Awards[96][97]
| Год  | Номинирована за | Награда          | Итог      |
| ---- | --------------- | ---------------- | --------- |
| 2009 | «Poker Face»    | Best Music Video | Номинация |

## CREN Awards
| Год  | Номинирована за | Награда                         | Итог   |
| ---- | --------------- | ------------------------------- | ------ |
| 2012 | Born This Way   | Лучшая международная композиция | Победа |
| 2012 | Born This Way   | Лучший международный альбом     | Победа |
| 2012 | Lady Gaga       | Вдохновляющий артист            | Победа |

## Vh1 «Do Something!» Awards[98][99][100]
| Год  | Номинирована за | Награда                   | Итог      |
| ---- | --------------- | ------------------------- | --------- |
| 2010 | Lady Gaga       | Лучший музыкальный артист | Номинация |
| 2011 | Lady Gaga       | Лучший музыкальный артист | Номинация |
| 2011 | Lady Gaga       | DO SOMETHING Facebook     | Победа    |
| 2011 | «Born This Way» | Лучшая песня с посланием  | Номинация |

## Virgin Media Music Awards[101][102][103][104][105]
| Год  | Номинирована за                        | Награда                    | Итог      |
| ---- | -------------------------------------- | -------------------------- | --------- |
| 2009 | Lady Gaga                              | Бесстыдница года           | Победа    |
| 2009 | Lady Gaga                              | Лучший дебют               | Номинация |
| 2009 | Lady Gaga                              | Лучшее женское соло        | Номинация |
| 2009 | Lady Gaga                              | Обалдуй года               | Номинация |
| 2009 | Lady Gaga                              | Горячая девушка            | Номинация |
| 2009 | The Fame                               | Лучший альбом              | Победа    |
| 2009 | «Just Dance» (featuring Colby O’Donis) | Лучшая композиция          | Номинация |
| 2010 | Lady Gaga                              | Горячая девушка            | Номинация |
| 2010 | Lady Gaga                              | Лучшее живое исполнение    | Номинация |
| 2010 | Lady Gaga                              | Лучшее женское соло        | Номинация |
| 2010 | Lady Gaga                              | Легенда года               | Номинация |
| 2010 | Lady Gaga                              | Бесстыдница года           | Номинация |
| 2010 | Lady Gaga and Beyoncé                  | Лучший дуэт                | Победа    |
| 2010 | «Telephone» (featuring Beyoncé)        | Лучшее музыкальное видео   | Номинация |
| 2010 | «Telephone» (featuring Beyoncé)        | Лучшая композиция          | Номинация |
| 2010 | «Alejandro»                            | Худшая песня               | Номинация |
| 2011 | Lady Gaga                              | Горячая девушка            | Победа    |
| 2011 | Lady Gaga                              | Лучший женский соло-артист | Победа    |
| 2011 | «Born This Way»                        | Лучшее музыкальное видео   | Победа    |
| 2011 | «Born This Way»                        | Лучший трек                | Победа    |
| 2011 | Born This Way                          | Лучший альбом              | Победа    |

## World Music Awards
World Music Awards — международная музыкальная премия, вручаемая ежегодно с 1989 года в Монте-Карло. Гага получила 9 наград.
| Год  | Номинирована за     | Награда                         | Итог      |
| ---- | ------------------- | ------------------------------- | --------- |
| 2010 | Lady Gaga           | Лучший поп/рок артист           | Победа    |
| 2010 | Lady Gaga           | Лучший новый артист             | Победа    |
| 2010 | Lady Gaga           | Лучший артист Америки           | Победа    |
| 2010 | The Fame            | Альбом года                     | Победа    |
| 2010 | «Poker Face»        | Песня года                      | Победа    |
| 2014 | Lady Gaga           | Лучшая исполнительница          | Номинация |
| 2014 | Lady Gaga           | Лучшее живое женское исполнение | Победа    |
| 2014 | Lady Gaga           | Лучший мировой женский артист   | Победа    |
| 2014 | Lady Gaga           | Лучшая фан-база                 | Номинация |
| 2014 | ARTPOP              | Лучший женский альбом           | Победа    |
| 2014 | Born This Way       | Лучший женский альбом           | Номинация |
| 2014 | Applause            | Лучшая женская песня            | Победа    |
| 2014 | Applause            | Лучшее музыкальное видео        | Номинация |
| 2014 | Do What U Want      | Лучшая песня                    | Номинация |
| 2014 | G.U.Y.              | Лучшая песня                    | Номинация |
| 2014 | G.U.Y.              | Лучшее музыкальное видео        | Номинация |
| 2014 | Marry the Night     | Лучшая песня                    | Номинация |
| 2014 | Marry the Night     | Лучшее музыкальное видео        | Номинация |
| 2014 | The Lady Is a Tramp | Лучшая песня                    | Номинация |
| 2014 | The Lady Is a Tramp | Лучшее музыкальное видео        | Номинация |